# Джидда
Джи́дда (араб. جدة Джидда) — місто на заході Саудівської Аравії, має 3,4 мільйона мешканців (2005).
Є другим за величиною містом в країні і її «економічною столицею». У рейтингу глобальних міст GaWC Джидда визнана Гамма-містом, стоячи в одному ряду з Ханоєм, Балтимором або Хайдарабадом.
Назва міста близька до арабського слова «бабуся» і ймовірно пов'язана з переказами про Єву. Могила Єви є однією з визначних пам'яток Джидди.
Джидда є портом, який приймає основний потік паломників у Мекку.

## Історія
За даними археологів, Джидда була заснована наприкінці VII століття до нашої ери вихідцями з Маріба. Протягом сотень років місто залишалося лише маленьким рибальським портом, поки в 647 році третій з мусульманських халіфів Осман ібн Аффан не зробив його головним пунктом прийому паломників, які роблять Хадж. З того часу почався швидкий розвиток Джидди як найважливішого порту і торгового центру на берегах Червоного моря.
У 969 році Джидда увійшла до складу Фатімідського халіфату. Завдяки активній зовнішній політиці і торгівлі Фатімідів торговельні зв'язки Джидди розширилися до Індії та Китаю, що сприяло подальшому розквіту міста. Багатство міста часто приваблювало погляди правителів суміжних держав. Втім, новим господарям Джидди вистачало мудрості не грабувати її, а користуватися величезними торговими можливостями. Прихід в 1177 році Айюбідів приніс Джидді ще більший розвиток торгівлі. Крім того, під впливом Айюбідів у місті поступово почав домінувати сунізм (раніше лідируюча роль належала шиїтам). Перехід території до мамлюків в 1254 році також не супроводжувався потрясіннями, як і встановлення османського контролю над регіоном в 1517 році.

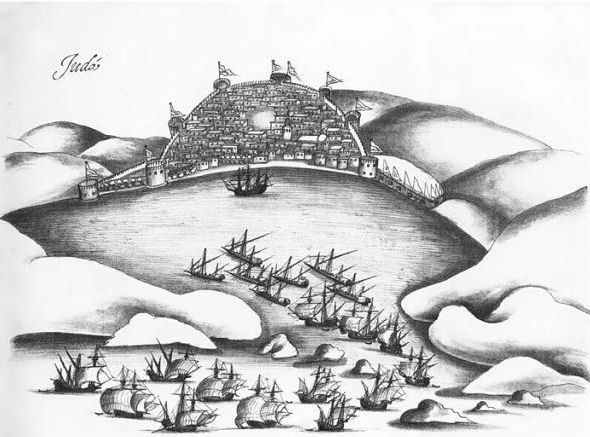
Обстріл Джидди португальцями, 1517

Успіх експедиції Васко де Гами в 1497 році відкрив Індійський океан для португальців, посіявши паніку серед еліт мусульманських держав регіону. На зміцнення головного мусульманського торгового порту на Індійському океані, Джидди, були витрачені значні кошти, які окупилися 1517 року, коли португальська експедиція не наважилася на штурм міста, обмежившись бомбардуванням і винищенням мусульманського судноплавства в регіоні.
У 1802 році загони ваххабітського Дірійського емірату захопили місто й утримували його до 1813 року, коли Джидда була відбита у них османським експедиційним корпусом з Єгипту.
У 1916 році, користуючись важким становищем Османської імперії на фронтах, місцеві арабські еліти проголосили незалежність Хіджазу. Нова держава проіснувала до 1925 року, коли було завойовано Недждом. У 1932 році об'єднана держава Неджду і Хиджазу стала називатися Саудівською Аравією.

## Географія і клімат
Джидда розташована на Червоному морі, у вузькій прибережній пустелі Тіхама. Із заходу місто обмежене гірським ланцюгом Хіджаз, тому будівництво нових районів ведеться уздовж моря, на північ і на південь від історичного центру.
Клімат Джидди — жаркий пустельний, дещо пом'якшений її прибережним розташуванням. Опади в Джидді дуже рідкісні, і можливі тільки в зимові місяці. Часті вітри, піщані бурі і пилові тумани, висока вологість повітря і спека роблять клімат міста важким для незвичної людини.
| Клімат                                  | Клімат | Клімат | Клімат | Клімат | Клімат | Клімат | Клімат | Клімат | Клімат | Клімат | Клімат | Клімат | Клімат |
| Показник                                | Січ.   | Лют.   | Бер.   | Квіт.  | Трав.  | Черв.  | Лип.   | Серп.  | Вер.   | Жовт.  | Лист.  | Груд.  | Рік    |
| Абсолютний максимум, °C                 | 35,0   | 36,0   | 40,2   | 44,5   | 48,2   | 52,0   | 47,0   | 46,0   | 48,0   | 46,4   | 40,0   | 37,0   | 52,0   |
| Середній максимум, °C                   | 29,0   | 29,5   | 31,8   | 34,9   | 37,2   | 38,3   | 39,4   | 38,8   | 37,6   | 36,7   | 33,5   | 30,7   | 34,8   |
| Середня температура, °C                 | 24,5   | 24,8   | 26,1   | 28,5   | 30,2   | 31,2   | 32,7   | 32,7   | 31,5   | 29,8   | 27,4   | 25,9   | 28,8   |
| Середній мінімум, °C                    | 20,3   | 20,1   | 21,4   | 22,1   | 24,0   | 24,8   | 26,6   | 27,6   | 26,4   | 24,1   | 22,3   | 21,0   | 23,4   |
| Абсолютний мінімум, °C                  | 11,0   | 9,8    | 10,0   | 12,0   | 16,4   | 20,0   | 20,5   | 22,0   | 17,0   | 15,6   | 15,0   | 11,4   | 9,8    |
| Вологість повітря, %                    | 60     | 60     | 60     | 57     | 56     | 58     | 53     | 59     | 67     | 66     | 65     | 63     | 60     |
| --------------------------------------- | ------ | ------ | ------ | ------ | ------ | ------ | ------ | ------ | ------ | ------ | ------ | ------ | ------ |
| Джерело: Jeddah Regional Climate Center |        |        |        |        |        |        |        |        |        |        |        |        |        |

## Населення і економіка

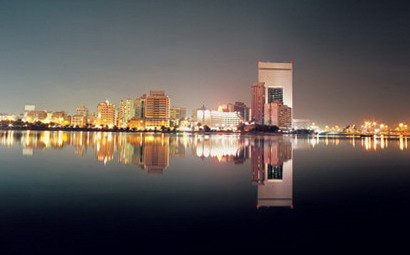
Набережна Джидди вночі

Джидда є другим за чисельністю містом Саудівської Аравії після Ер-Ріяда. За даними 2009 року в місті проживало 3,6 млн осіб, в агломерації — близько 5 мільйонів.
Лише 45 % містян є саудівськими підданими, решта — тимчасові іноземні робітники, переважно з Єгипту, Сомалі, Пакистану, Судану, Ефіопії, Індії та Бангладеш. У місті проживає декілька тисяч вихідців з колишнього Радянського Союзу, переважно з Північного Кавказу. Попри те, що деякі з них живуть у місті десятиліттями, це не дає їм права на отримання підданства (іноземець може отримати його лише за особливі заслуги перед королівством, іноземка — вийшовши заміж за саудита). Близько 90 % містян-саудитів — суніти, 10 % — шиїти. Серед іноземців 3/4 мусульмани, решта — індуїсти і християни. Для немусульман відправлення релігійних обрядів, носіння релігійних символів і зберігання релігійних книг (навіть вдома) кримінально карається. Майже 65 % населення міста — чоловіки. Це пов'язано з тим, що понад 90 % іноземних робітників — чоловічої статі.
З VII століття Джидда була відома своїми мінялами. Це пов'язано з тим, що паломники прибували сюди з усіх куточків ісламського світу, привозячи з собою монети своїх держав. Згодом місто з тієї ж причини стало важливим центром Хавали (і залишається ним і в наші дні). Закономірно, що у XX столітті Джидда стала місцем зародження банківської системи Саудівської Аравії, і залишається її центром досі. Місто часто називають економічною столицею Саудівської Аравії. Основними секторами економіки Джидди є:
- логістика (великі порт і аеропорт, вузол шосейних доріг)
- туризм (релігійний)
- банківська сфера
- торгівля
- будівництво
- нафтохімія
- високотехнологічна сфера (саудівський центр біотехнологій, електроніки та програмування)

2019 року в північній частині міста планується побудувати найвищий у світі хмарочос.
У 2020 році стався вибух на нафтовому танкері.

## Транспорт
Місто обслуговується Міжнародним аеропортом ім. короля Абул-Азіза (IATA :JED ICAO :OEJN) з пасажирообігом понад 27 мільйонів осіб на рік (2012). Регулярні пасажирські рейси виконуються в усі основні міста ісламського світу (частина — тільки під час Хаджу), а також в Лондон, Сінгапур, Франкфурт, Париж, Сеул, Делі, Мумбаї, Аддис-Абебу й Афіни.
Джидда має порт на східному узбережжі Червоного моря, який приймає на себе основний потік паломників, що прямують на хадж в Мекку і Медину.
Зараз (квітень 2015) на ранній стадії будівництва перебувають два проекти швидкісних залізниць: Джидда — Ер-Ріяд і Медина — Джидда — Мекка.
Громадський транспорт представлений муніципальними автобусами. Мер міста повідомив у 2010 році про рішення муніципалітету побудувати метро.
Також у часи Хаджу в аеропорт імені Абул-Азіза злітаються паломники-мусульмани з усього світу.

## Уродженці
- Луджейн аль-Хазлуль (нар. 1989) — громадська діячка, дисидентка, активістка руху за права жінок Саудівської Аравії.

## Міста побратими
Джидда має 23 міста-побратими:
| - Александрія, Єгипет - Алмати, Казахстан - Адана, Туреччина - Оман, Йорданія - Баку, Азербайджан - Джакарта, Індонезія - Джохор-Бару, Малайзія - Дубай, Об'єднані Арабські Емірати - Стамбул, Туреччина - Касабланка, Марокко - Казань, Татарстан, Росія | - Каїр, Єгипет - Мари, Туркменістан - Одеса, Україна - Ош, Киргизстан - Пловдив, Болгарія - Ріо-де-Жанейро, Бразилія - Санкт-Петербург, Росія - Сіан, Китай - Страсбург, Франція - Сімоносекі, Японія - Штутгарт, Німеччина |

## Галерея

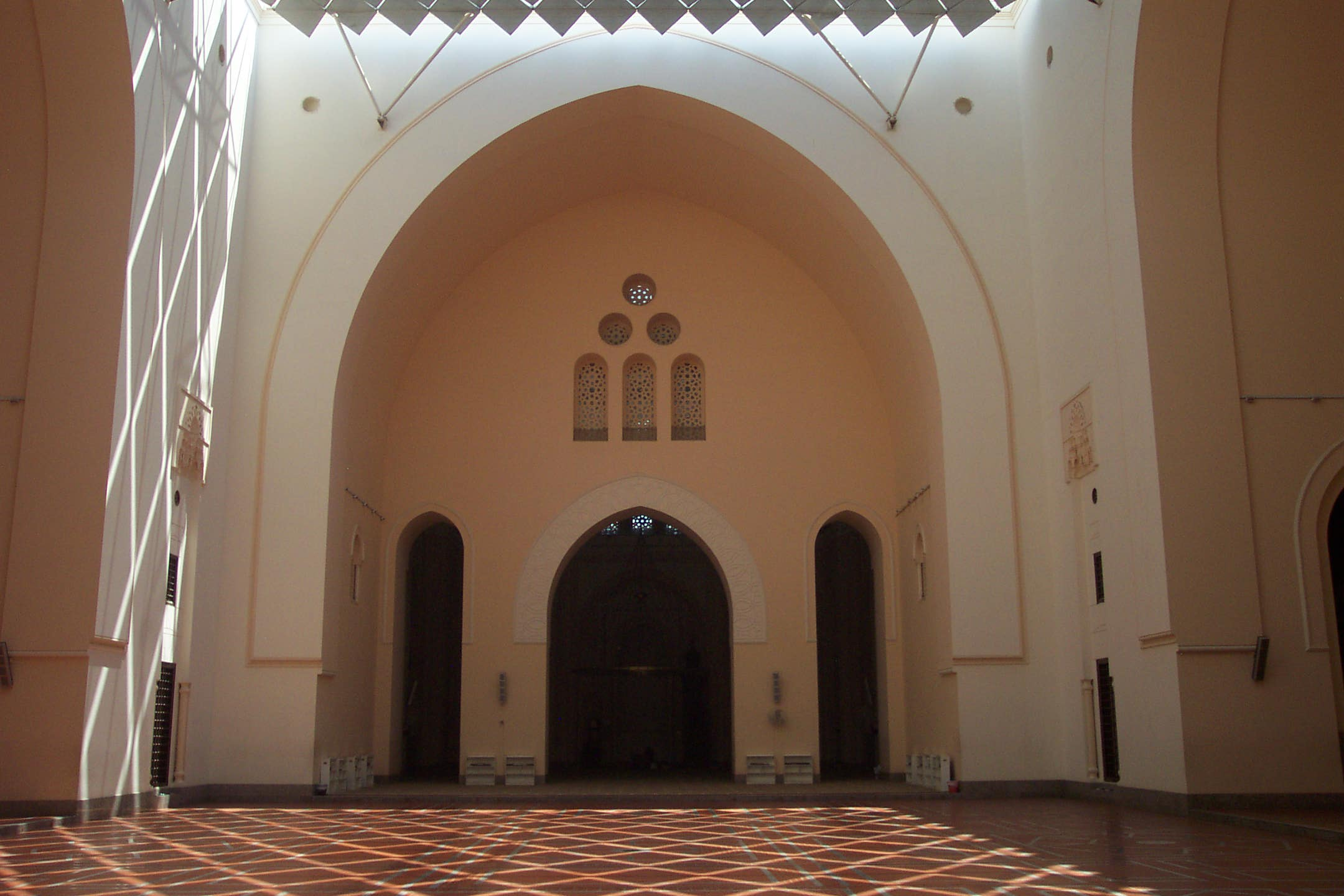
Мечеть Короля Сауда
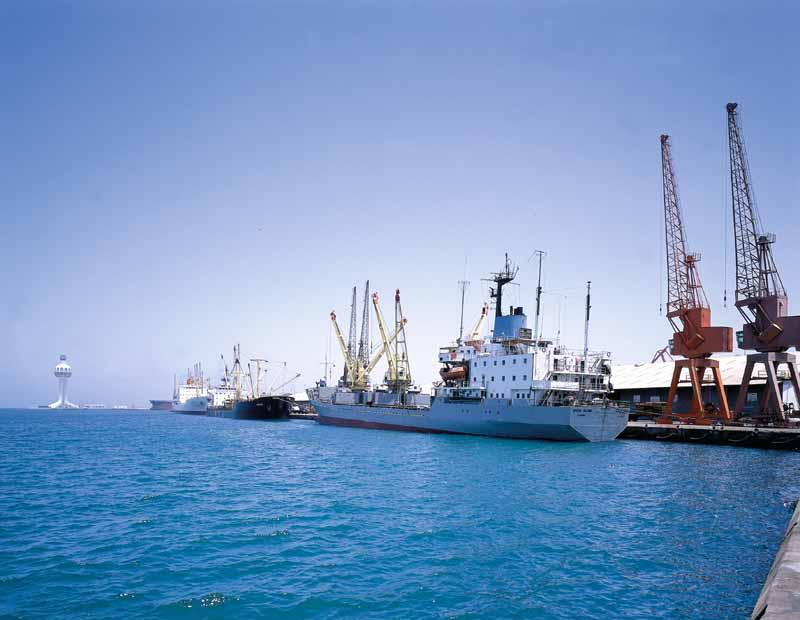
Морський порт Джидда
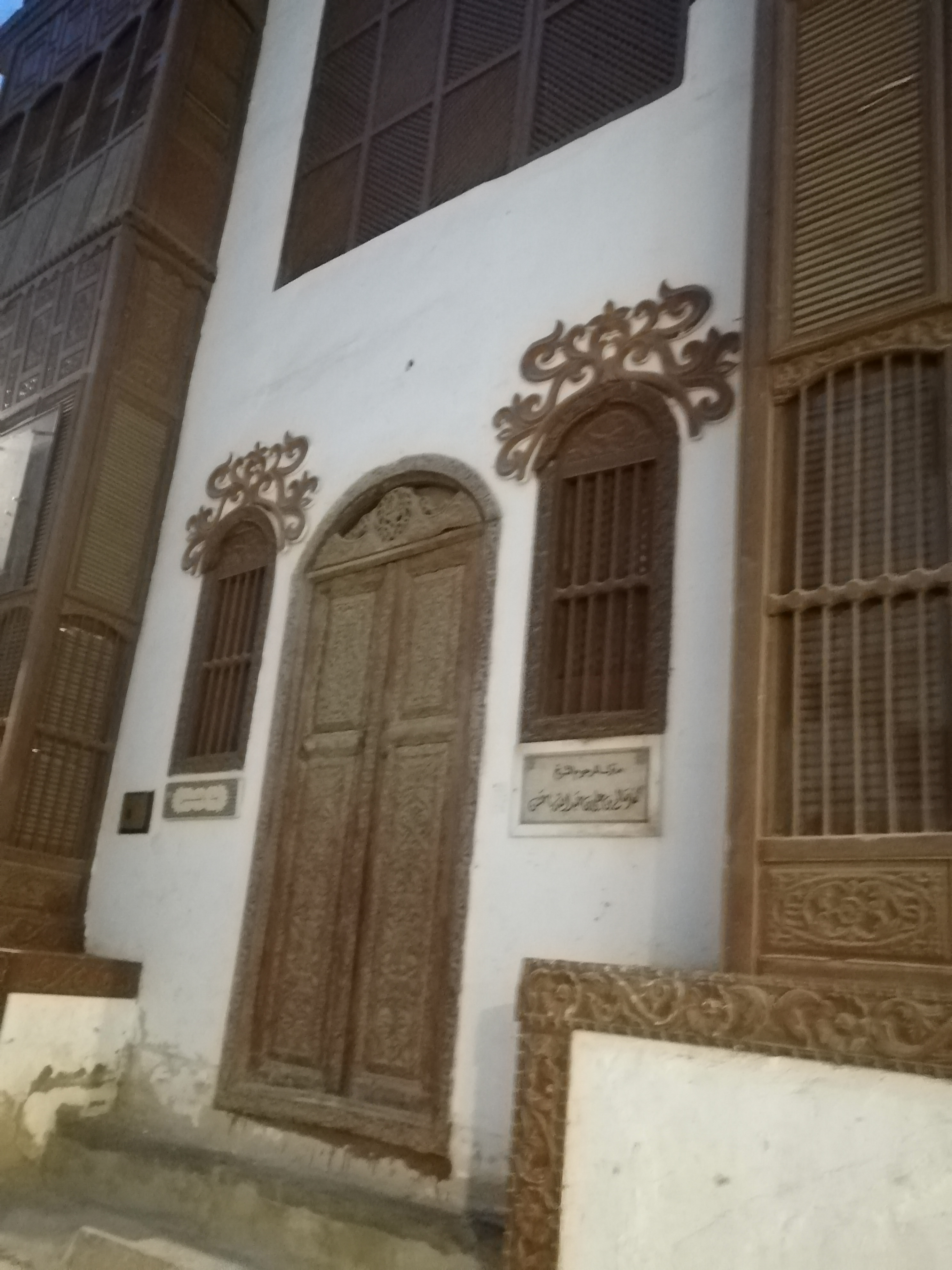
Старий будинок